# Kaspars Astašenko
Kaspars Astašenko (Riga, 7 febbraio 1975 – Riga, 20 novembre 2012) è stato un hockeista su ghiaccio lettone.

## Carriera

### Club
Nato a Riga, ha esordito nell'hockey su ghiaccio professionistico nell'HK Vendemieki di Cēsis, nella prima stagione del neonato campionato lettone. Nella successiva stagione 1992-1993 e per tre stagioni, vestirà la maglia dell'HK Pardaugava Riga (che militava nel Campionato di hockey su ghiaccio della Comunità degli Stati Indipendenti), giocando tuttavia anche incontri con la seconda squadra e nell'Hokeja Centrs Riga (nel campionato nazionale lettone).
Nelle tre stagioni successive ha militato nel CSKA Mosca, per poi trasferirsi negli Stati Uniti d'America, coi Cincinnati Cyclones. Al termine di quella stagione fu scelto all'NHL Entry Draft 1999 dai Tampa Bay Lightning, con cui, nei successivi due anni e mezzo, disputò 23 incontri in NHL, giocando perlopiù coi farm team Detroit Vipers, Long Beach Ice Dogs e Springfield Falcons.
Il 28 dicembre 2001 passò ai Carolina Hurricanes in cambio di Harlan Pratt, ma non giocherà più in NHL: disputerà  quella stagione e la successiva coi Lowell Lock Monsters. In seguito a problemi con la giustizia (fu arrestato per possesso di eroina) dovette tornare in Europa, dove ha giocato in diversi campionati: in Lettonia con HK Riga 2000 (prima parte della stagione 2003-2004), ASK/Ogre (per i play-off della stagione 2004-2005 e di nuovo nel 2006-2007) e SMScredit.lv (due soli incontri nella stagione 2011-2012; nella SM-liiga finlandese con Ilves Tampere (2003-2004) e HPK (con cui ha vinto il campionato 2005-2006); nella AL-Bank Ligaen danese con l'EfB Ishockey (nella regular season 2004-2005); nella seconda serie russa col Khimik Voskresensk (2 soli incontri nel 2005-2006); nell'Extraliga slovacca con l'HC Slovan Bratislava (nella prima parte della stagione 2006-2007); nella Serie A italiana con il Ritten Sport (per due stagioni, 2007-2008 e 2008-2009); nella massima serie kazaka, con l'HK Beibarys Atyrau (per la prima parte della stagione 2010-2011, dopo un anno di stop, ma fu allontanato per via di problemi comportamentali già a dicembre 2010); nel campionato britannico, con i Belfast Giants (da febbraio 2011 al termine di quella stagione).
Ha chiuso la carriera come allenatore-giocatore del Muik Hockey, squadra della quarta serie finlandese, nel 2012.
Pochi mesi dopo il ritiro è stato trovato morto all'età di 37 anni nella sua casa di Riga, probabilmente per motivi legati alla sua dipendenza dagli stupefacenti.

### Nazionale
Con la maglia della Nazionale lettone ha disputato i mondiali del 2001 e del 2006 e le Olimpiadi del 2002.

## Palmarès

### Club
- Campionato finlandese: 1

HPK: 2005-2006